# Albunea gibbesii
Albunea gibbesii är en kräftdjursart som beskrevs av William Stimpson 1859. Albunea gibbesii ingår i släktet Albunea och familjen Albuneidae. Inga underarter finns listade i Catalogue of Life.

## Bildgalleri

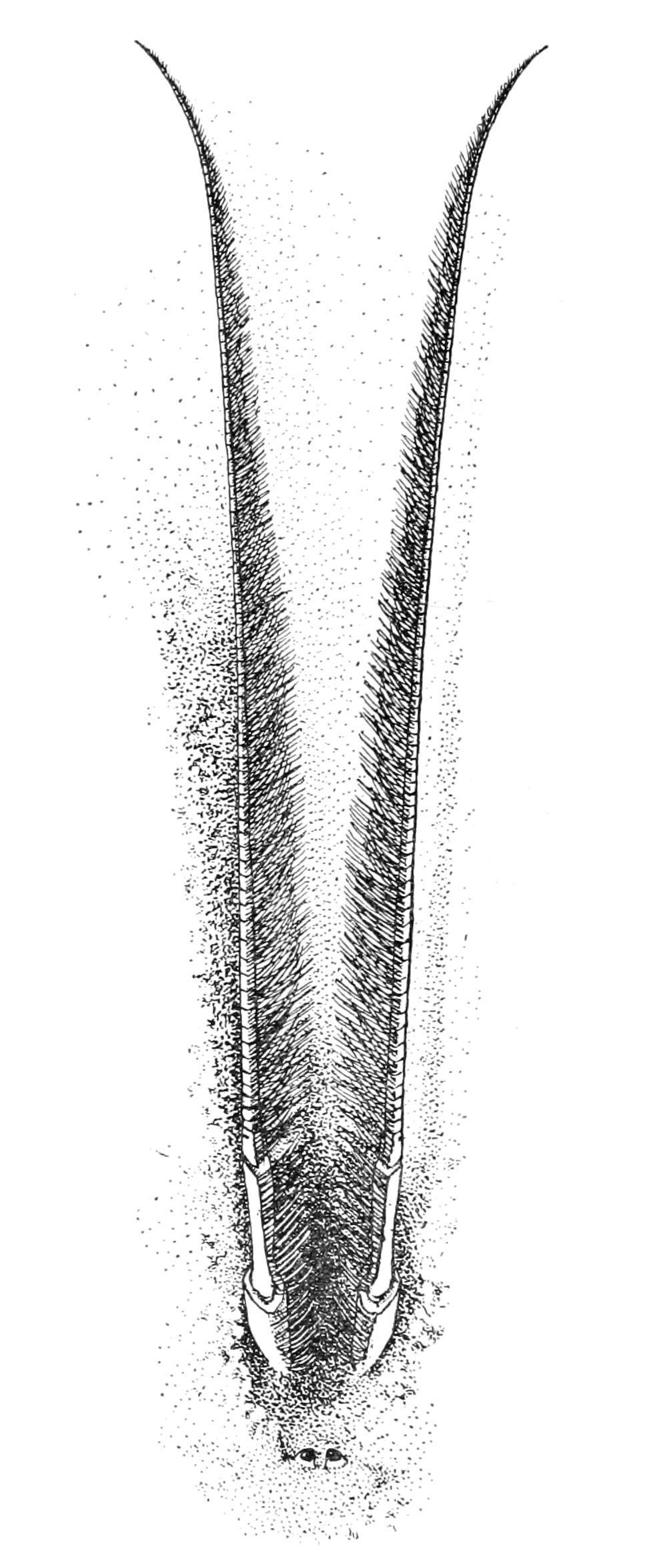